# The Great Silver Eye
The Great Silver Eye es el octavo álbum de la banda portuguesa Moonspell. Es el primer disco compilatorio de la carrera de Moonspell, y marca el fin de la relación entre la banda y su ex casa discográfica Century Media; es más, las canciones correspondiente al álbum "Memorial" tuvieron que ser pedidas a SPV.

## Listado de canciones
1. Wolfshade (A Werewolf Masquerade) (del álbum Wolfheart)
2. Vampiria (del álbum Wolfheart)
3. Alma Mater (del álbum Wolfheart)
4. Opium (del álbum Irreligious)
5. Raven Claws (del álbum Irreligious)
6. Full Moon Madness (del álbum Irreligious)
7. 2econd Skin (del álbum Sin / Pecado)
8. Magdalene (del álbum Sin / Pecado)
9. Soulsick (del álbum The Butterfly Effect)
10. Lustmord (del álbum The Butterfly Effect)
11. Firewalking (del álbum Darkness and Hope)
12. Nocturna (del álbum Darkness and Hope)
13. Everything Invaded (del álbum The Antidote)
14. Capricorn At Her Feet (del álbum The Antidote)
15. Finisterra (del álbum Memorial)
16. Luna (del álbum Memorial)

- Datos: Q2066539